# No Way Out (álbum)
No Way Out é um álbum de estúdio de Puff Daddy, lançado em 1997.
O álbum recebeu críticas variadas dos especialistas, mas com um tom positivo. Até a presente data, já vendeu mais 7 milhões de cópias nos Estados Unidos, ainda sendo o disco mais bem sucedido do rapper Sean Combs. No Way Out foi nomeado a vários prêmios Grammy em 1998, vencendo o prêmio de "Melhor Álbum de Rap".

## Faixas
1. "No Way Out" (intro) - 1:22
2. "Victory" (Featuring Notorious B.I.G. e Busta Rhymes) - 4:56
3. "Been Around the World" (featuring Mase) - 5:25
4. "What You Gonna Do" - 4:55
5. "Don't Stop What You're Doing" (featuring Lil Kim) - 3:58
6. "If I Should Die Tonight" (featuring Carl Thomas) interlude - 2:59
7. "Do You Know?" (featuring Kelly Price)- 6:06
8. "Young G's" (featuring Notorious B.I.G., Jay-Z e Kelly Price) - 5:25
9. "I Love Baby" (featuring Black Rob) - 4:03
10. "It's All About the Benjamins" (remix) (featuring Notorious B.I.G, The L.O.X. e Lil kim) - 4:38
11. "Pain" (featuring Carl Thomas) - 5:08
12. "Is This the End" (featuring Carl Thomas, Ginuwine e Twista) - 4:34
13. "I Got the Power" (featuring The L.O.X) - 4:05
14. "Friend" (featuring Foxy Brown e Simone Hines) - 6:37
15. "Senorita" - 4:07
16. "I'll Be Missing You" (featuring Faith Evans e 112) - 5:43
17. "Can't Nobody Hold Me Down" (featuring Mase) - 3:51

## Tabelas musicais
| Paradas (1997)                                    | Melhor posição |
| ------------------------------------------------- | -------------- |
| Austrália (ARIA Charts)                           | 17             |
| Bélgica Flanders (Ultratop 50)                    | 9              |
| Bélgica Valônia (Ultratop 40)                     | 24             |
| Canadá (Canadian Albums Chart)                    | 1              |
| França (SNEP)                                     | 18             |
| Nova Zelândia (RIANZ)                             | 12             |
| Países Baixos (MegaCharts)                        | 6              |
| Reino Unido (UK Albums Chart)                     | 8              |
| Estados Unidos (Billboard 200)                    | 1              |
| Estados Unidos (Billboard Top R&B/Hip-Hop Albums) | 1              |